# Lijst van rijksmonumenten in Den Hoorn
De plaats Den Hoorn telt 28 inschrijvingen in het rijksmonumentenregister. Hieronder een overzicht.
| Object | Oorspronkelijke functie?  | Bouwjaar          | Architect | Locatie             | Coördinaten?                 | Nr.?   | Afbeelding |
| --- | ------------------------- | ----------------- | --------- | ------------------- | ---------------------------- | ------ | --- |
| Zuivere stolphoeve met rieten dekking, negenruits vensters en inrit met geschilderde boog                                                                             | Boerderij                 | 1864              |           | Westerweg 65        | 53° 2' 38" NB, 4° 45' 20" OL | 35231  | Zuivere stolphoeve met rieten dekking, negenruits vensters en inrit met geschilderde boog                                                                             |
| Met riet gedekte stolphoeve met twee houten geveltoppen, een boven de woonkamer en een boven de inrit waarop een boog is geschilderd                                  | Boerderij                 | 1864              |           | Westerweg 63        | 53° 2' 40" NB, 4° 45' 13" OL | 35232  | Meer afbeeldingen |
| Tot woning verbouwde en ietwat verkitschte boerderij met houten voorschot waarin luik                                                                                 | Boerderij                 | 1578              |           | Westerweg 78        | 53° 2' 36" NB, 4° 44' 56" OL | 35233  | Meer afbeeldingen |
| Stolphoeve met inrit opzij van de voorzijde, waarvan het overig gedeelte de woning bevat. Boven de ingang terzijde houten topje; zesruits vensters                    | Boerderij                 | 1875              |           | Jan Ayeweg 2        | 53° 2' 38" NB, 4° 44' 47" OL | 35234  | Stolphoeve met inrit opzij van de voorzijde, waarvan het overig gedeelte de woning bevat. Boven de ingang terzijde houten topje; zesruits vensters                    |
| Stolphoeve met voorhuis, dat echter ingedeeld is als het woongedeelte van een echte stolp. Vensters met zes ruiten en smal venster in de korte zijde van het voorhuis | Boerderij                 | 1893              |           | Hoornderweg 46      | 53° 1' 37" NB, 4° 45' 41" OL | 35235  | Stolphoeve met voorhuis, dat echter ingedeeld is als het woongedeelte van een echte stolp. Vensters met zes ruiten en smal venster in de korte zijde van het voorhuis |
| Pand op L-vormige plattegrond. Links gevel gemetseld met rode beitelingen in gele steen. Achterop hout                                                                | Boerderij                 |                   |           | Klif 23             | 53° 1' 30" NB, 4° 44' 44" OL | 35236  | Meer afbeeldingen |
| Pandje met houten voorschot waarin luik; deur goed | Woonhuis                  |                   |           | Klif 19             | 53° 1' 30" NB, 4° 44' 46" OL | 35237  | Pandje met houten voorschot waarin luik; deur goed |
| Woning onder tentdak. Vensters met roeden en luiken | Woonhuis                  |                   |           | Kerkstraat 6        | 53° 1' 36" NB, 4° 45' 6" OL  | 35238  | Woning onder tentdak. Vensters met roeden en luiken |
| Hervormde Kerk | Kerk en kerkonderdeel     | 1425              |           | Kerkstraat 5        | 53° 1' 36" NB, 4° 45' 3" OL  | 35239  | Meer afbeeldingen |
| Klein pandje met houten voorschot | Woonhuis                  |                   |           | Herenstraat 60      | 53° 1' 29" NB, 4° 44' 52" OL | 35240  | Meer afbeeldingen |
| Woning met topgevel en houten voorschot | Woonhuis                  |                   |           | Herenstraat 53      | 53° 1' 28" NB, 4° 44' 58" OL | 35241  | Woning met topgevel en houten voorschot |
| Woning, aardig gelegen in de bocht van de straat. Topgevel waarvan bovendeel met houten voorschot. Goede vensters                                                     | Woonhuis                  | 17e-18e eeuw      |           | Herenstraat 51      | 53° 1' 28" NB, 4° 44' 58" OL | 35242  | Woning, aardig gelegen in de bocht van de straat. Topgevel waarvan bovendeel met houten voorschot. Goede vensters                                                     |
| Woning, aardig gelegen in de bocht van straat. Topgevel waarvan bovendeel met houten voorschot                                                                        | Woonhuis                  | 17e, 18e eeuw     |           | Herenstraat 49      | 53° 1' 28" NB, 4° 44' 59" OL | 35243  | Meer afbeeldingen |
| Eenvoudig pandje met topgevel met houten voorschot | Woonhuis                  |                   |           | Herenstraat 14      | 53° 1' 31" NB, 4° 45' 4" OL  | 35245  | Eenvoudig pandje met topgevel met houten voorschot |
| Woonhuis met verdieping. Topgevel ingezwenkt en afgeknot. Pui gewijzigd in andere steen; oorspronkelijk mooie rode steen                                              | Woonhuis                  |                   |           | Herenstraat 6       | 53° 1' 32" NB, 4° 45' 6" OL  | 35246  | Meer afbeeldingen |
| Hoekpand Diek-Herenstraat met voorschot aan de Herenstraat | Woonhuis                  |                   |           | Herenstraat 1       | 53° 1' 32" NB, 4° 45' 8" OL  | 35247  | Meer afbeeldingen |
| Pandje aan de rooilijn gelegen met houten voorschot waarin vlieringluik                                                                                               | Woonhuis                  |                   |           | Diek 14             | 53° 1' 32" NB, 4° 45' 14" OL | 35249  | Pandje aan de rooilijn gelegen met houten voorschot waarin vlieringluik                                                                                               |
| Doopsgezinde Schuur-schuilkerk in stolphoeve | Kerk en kerkonderdeel     |                   |           | Diek 11A            | 53° 1' 33" NB, 4° 45' 13" OL | 35250  | Meer afbeeldingen |
| Pand onder zadeldak met houten voorschot waarin luik Kosterij van Doopsgezinde Kerk. Tuinschutting met poortje                                                        | Woonhuis                  |                   |           | Diek 11             | 53° 1' 32" NB, 4° 45' 13" OL | 35251  | Pand onder zadeldak met houten voorschot waarin luik Kosterij van Doopsgezinde Kerk. Tuinschutting met poortje                                                        |
| Fraai in landschap gelegen boet. Rieten kap | Boerderij                 |                   |           | Hemmerweg 6         | 53° 2' 28" NB, 4° 46' 49" OL | 35269  | Fraai in landschap gelegen boet. Rieten kap |
| Terrein waarin overblijfselen van nederzettingen | Archeologisch monument    | IJzertijd         |           |                     | 53° 1' 39" NB, 4° 45' 30" OL | 46040  | Terrein waarin overblijfselen van nederzettingen |
| Terrein waarin overblijfselen van het vroege dorp Den Hoorn | Archeologisch monument    | late Middeleeuwen |           |                     | 53° 1' 12" NB, 4° 45' 42" OL | 46041  | Upload foto |
| Batterij Den Hoorn: voormalige commandopost | Bomvrij militair object   | 1938-1939         |           | Batterij Den Hoorn  | 53° 2' 2" NB, 4° 44' 4" OL   | 509352 | Upload foto |
| Batterij Den Hoorn: voormalige geschutopstelling met munitiedepot, munitielift en afwachtingsruimte voor manschappen                                                  | Fort, vesting en -onderdl | 1938-1939         |           | De Bollekamer (bij) | 53° 2' 6" NB, 4° 43' 60" OL  | 509353 | Batterij Den Hoorn: voormalige geschutopstelling met munitiedepot, munitielift en afwachtingsruimte voor manschappen                                                  |
| Batterij Den Hoorn: voormalige geschutopstelling met munitiedepot, munitielift en afwachtingsruimte voor manschappen                                                  | Fort, vesting en -onderdl | 1938-1939         |           | De Bollekamer (bij) | 53° 2' 4" NB, 4° 44' 2" OL   | 509354 | Meer afbeeldingen |
| Batterij Den Hoorn: voormalige geschutopstelling met munitiedepot, munitielift en afwachtingsruimte voor manschappen                                                  | Fort, vesting en -onderdl | 1938-1939         |           | De Bollekamer (bij) | 53° 2' 2" NB, 4° 44' 4" OL   | 509355 | Meer afbeeldingen |
| Batterij Den Hoorn: voormalige meetpost | Kazemat                   | 1938-1939         |           | Rommelpot bij 1     | 53° 0' 23" NB, 4° 43' 5" OL  | 509356 | Upload foto |
| Batterij Den Hoorn: voormalige bunker 10021 met munitiedepots en verblijfsruimte voor manschappen                                                                     | Bomvrij militair object   | 1942              |           | Batterij Den Hoorn  | 53° 1' 18" NB, 4° 43' 43" OL | 509357 | Meer afbeeldingen |